# (509) Iolanda
Iolanda és l'asteroide nombre 509. Va ser descobert per l'astrònom Max Wolf des de l'observatori de Heidelberg (Alemanya), el 28 d'abril de 1903. La seva designació provisional era 1903 LR.